# Tetraclita reni
Tetraclita reni is een zeepokkensoort uit de familie van de Tetraclitidae. De wetenschappelijke naam van de soort is voor het eerst geldig gepubliceerd in 2009 door Chan, Hsu & Tsai.